# Goodlife Foods
Goodlife Foods (tot 2019 Izico Food Group) is een fabrikant van diepvriesproducten, in het bijzonder snacks.
Izico Food Group maakte onderdeel uit van de Nederlandse investeringsmaatschappij Egeria, dat het in 2014 van Wessanen had gekocht. Het bedrijf heeft acht vestigingen in onder meer Nederland, België, Denemarken en het Verenigd Koninkrijk, 600 werknemers en produceert 4 miljoen snacks per dag.
Goodlife maakt hamburgers, minisnacks, bitterballen, loempia's en soortgelijke producten. Het bedrijf heeft in samenwerking met de De Nederlandse Vegetariërsbond ook vegetarische en veganistische varianten ontwikkeld. In de loop van de jaren nam het bedrijf diverse bedrijven over die zich richten op de vegetarische markt. Na het Deense Daloon in 2016, volgde het Britse Goodlife in 2017, en in 2020 het Belgische Flexitarian Bastards met de bedoeling om de vegetarische producten verder te ontwikkelen.
Daarmee richt het bedrijf zich niet alleen op nieuwe producten, maar slaat het tevens in Europa de vleugels uit. Op 2 november 2017 maakte Izico Food Group bekend om met De Vries Van Oers te fuseren. Dit bedrijf heeft productielocaties in de Nederlandse plaatsen Boxtel en Dordrecht. Door deze overname werd het merknamenportfolio aanzienlijk uitgebreid.
Goodlife Foods had anno 2020 de volgende merknamen in zijn portfolio: Beckers, Bicky burger, Daloon, Goodlife, De Vries, Van Oers, Weijderick, Mexicano en Cas Culinair.